# أرماندو باريديس
أرماندو باريديس (18 يونيو 1984 في الإكوادور - ) هو لاعب كرة قدم إكوادوري في مركز الوسط. لعب مع نادي إيميلك ونادي برشلونة.

## وصلات خارجية
- أرماندو باريديس على موقع قاعدة بيانات كرة القدم.إي يو (الإنجليزية)
- أرماندو باريديس على موقع ناشيونال فوتبول تيمز (الإنجليزية)